# Calix
Calix est le nom d'un ancien bourg du nord-est de la ville de Caen. Il faisait partie du domaine de Bourg-l'Abbesse. Le quartier est désormais inclus dans celui de Saint-Jean-Eudes - Saint-Gilles.

## Localisation

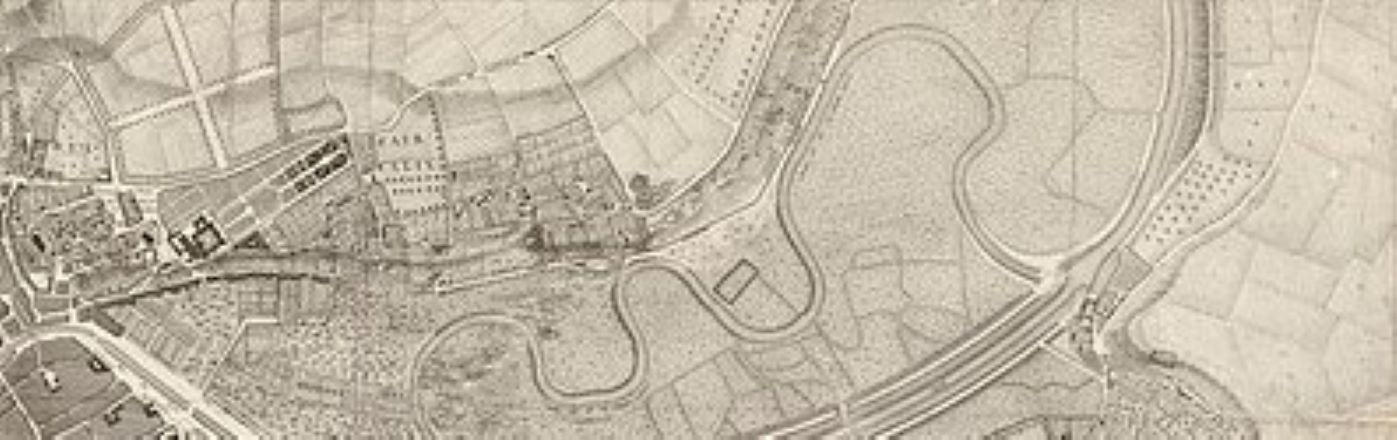
L'ancien bourg de Calix en 1818, avant le percement du canal

Calix se situait au nord-est de la ville de Caen, sur la rive gauche de l'Orne qui dessinait alors de grands méandres redressés à la fin du XVIIIe siècle. Au milieu du XIXe siècle, le canal de Caen à la mer a été percé au nord du fleuve canalisé et la zone s'est progressivement industrialisée, faisant disparaître les dernières traces des méandres,.
Il se trouvait sur le rebord supérieur du plateau calcaire de la campagne de Caen. Ce plateau culmine à 65-70 m.

## Géologie
Coiffé de limons, le plateau sur lequel se situait Calix repose sur un substrat calcaire jurassique du Bathonien inférieur. Ce calcaire forme des « plaquettes » très employées dans la construction dans la plaine de Caen dès le Néolithique. Calix est l'un des huit principaux sites extracteurs de la pierre de Caen identifiés par la recherche archéologique.

## Toponymie

### Attestations anciennes
Dans la table des formes anciennes des toponymes du département du Calvados de Célestin Hippeau, Calix est décliné sous les formes Calucium, Caluiz et Caluz.
Sont attestées : 
- Caluiz : cartulaire de la Trinité, 1080
- Calucium : charte de Guillaume le Conquérant pour Saint-Etienne de Caen, 1083
- Caluz : charte de la Trinité, 1152
- Caliz : magni rotuli, vers 1150
- Callix : rôles de Bréquigny, 1418[3].

### Étymologie
Le nom Calix viendrait du toponyme « Caluiz » d'origine gallo-romaine.

## Histoire

### Époque médiévale
Selon René et Lucien Musset, Calix est l'une des cinq villae qui, par leur réunion, sont à l'origine de la ville de Caen avec Villers (actuel quartier Saint-Ouen), Cadomum (village autour de l'église Saint-Martin), Darnétal (autour de l'église Saint-Pierre) et Vaucelles. La localité existait donc avant la fondation de Caen en tant que villa rurale, c'est-à-dire un ensemble de terres cultivées où « la maison n'y est qu'un accessoire, qu'un bâtiment d'exploitation » et non une domus au sens urbain du terme.
À l'époque de Guillaume le Conquérant, le bourg qui se trouve en dehors de l'enceinte de la ville est considéré comme indépendant du reste du territoire caennais mais fait l'objet d'une donation de Guillaume à l'abbaye aux Dames en 1083 pour apaiser le litige qui oppose les habitants aux moines de Saint-Etienne. Dans le cartulaire de la Trinité, il est qualifié de « territorium extra murum ». Il est difficile de déterminer, faute de sources, la date à laquelle la « villa » Calix est pleinement intégrée au Bourg l'Abbesse mais cela pourrait être au moment de la création de la paroisse Saint-Gilles au XIe siècle. La villa de Calix avait en effet la particularité de n'avoir pas de paroisse, à la différence des quatre autres villae du site, qui s'organisaient autour de l'église Saint-Ouen pour Villers, de l'église Saint-Martin pour Cadomum, de l'église Saint-Pierre pour Darnétal et de l'église Saint-Michel pour Vaucelles. Lorsque la reine Mathilde fonde son bourg, elle réunit  en une seule seigneurie les habitants de Calix et les habitants des vici détachés du bourg ducal que lui a donnés Guillaume, et elle les dote d'une paroisse : Saint-Gilles. Jusqu'à la fin du Moyen Âge, la seigneurie de l'abbesse est appelée indifféremment Calix ou Bourg l'Abbesse dans les chartes et cartulaires de la Trinité. « Cette union des deux territoires eut pour effet de faire participer la villa de Calix au régime foncier de Caen dont elle devint peu à peu un quartier ». Toutefois, un texte du XIVe siècle parle des possessions des moniales en termes de « terres et seigneurie tant de leur bourg que de leur ville de Callix », indiquant que le cœur du bourg se situe encore en dehors du bourg l'Abbesse,. Au siècle suivant, le roi Henri V d'Angleterre, qui vient de conquérir la Normandie, désigne Calix et Vaucelles comme des « forbourgs de nostre ville de Caen » dans un édit du 2 mai 1418 concernant la possession de leurs carrières de pierre. Ces carrières étaient exploitées aux abords de l'abbaye aux Dames, le long des actuelles rues Basse et Saint-Gilles, rue de Calix et rue Traversière. Elles forment un réseau très étendu, ramifié de galeries qui les relient entre elles.
Attestées à partir du XIIIe siècle mais vraisemblablement exploitées dès le XIe siècle sous Guillaume pour l'édification de l'abbaye aux Dames de Caen, les carrières de Calix connaissent une intense activité aux XIVe siècle et XVe siècle. Jusque là exploitées à ciel ouvert, elles sont creusées à partir de cette époque sur une profondeur sous terre pouvant atteindre 12 m. Elles sont en activité jusqu'au début du XVIIe siècle mais déclinent progressivement au cours du XVIe siècle en raison, principalement, des risques pour les carriers que représente l'instabilité des plafonds et du coût important de leur entretien, en temps et en moyens. En 1541, les religieuses de la Trinité, propriétaires d'une partie des carrières de Calix, les vendent à des particuliers. Elles sont transformées en jardins abrités, en lieux de stockage ou en champignonnières. Utilisées pour la construction, les pierres de Calix servaient aussi à la production de chaux . Il semble que Calix comportait par ailleurs des ateliers où étaient fabriqués des produits finis en pierre de Caen : des auges et des mortiers dont des témoins ont été trouvés sur place lors des fouilles menées dans deux carrières souterraines du quartier Saint-Gilles au début des années 1990.
Calix est sans doute dès le XIe siècle l'un des sites d'embarquement de la pierre de Caen vers l'Angleterre par le port de Ouistreham. Sa proximité immédiate de l'Orne et des traces de chemin carrier relevées lors de ces fouilles dans certaines propriétés de la rue Basse confortent cette hypothèse.
Tout au nord, sur les confins du bourg et d'Hérouville se trouve une recluserie pour lépreux : la chapelle Saint-Thomas l'Abbatu (dit aussi le martyr des champs). Cette léproserie date au moins du XIIe siècle et disparaît à la Révolution. À proximité, se trouve la chapelle Sainte-Marguerite qui dépend de la paroisse d'Hérouville.
Le bourg abbatial a sa propre foire, instituée par la reine Mathilde, dont les profits lui reviennent et qui se déroule sur trois jours. Dite de la Trinité, cette foire se tient devant les portes de l'abbaye et a lieu le 8e jour de la Pentecôte. L'abbaye perd ce droit en 1477, date à laquelle Louis XI le transfère à la ville de Rouen qui l'avait demandé.

### Époque moderne

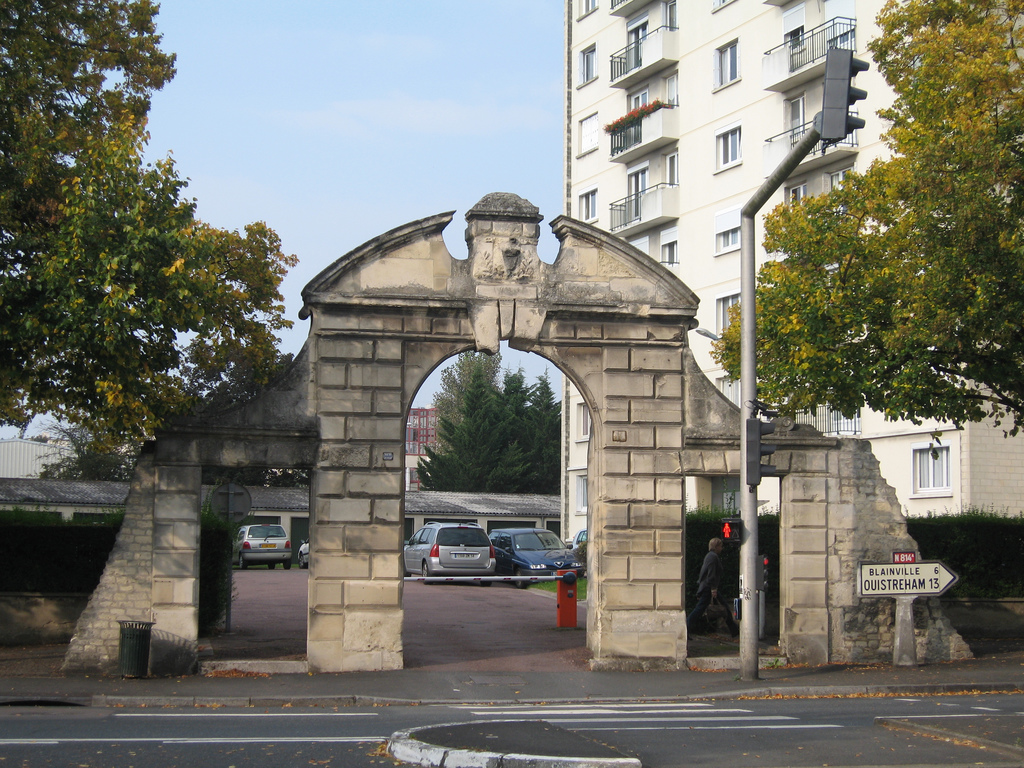
Portail du Clos des Coutures.

Jusqu'à la Révolution française, les terres fertiles de Calix, dénommées « coutures », sont exploitées par des fermiers pour le compte de l'abbaye aux Dames. Elles comprennent alors des parcelles labourées, des vergers et des jardins clos de murs dont certains subsistent. Les prairies de l'abbesse sont mises à disposition des bourgeois de la paroisse Saint-Gilles pour le pâturage de leurs bêtes. Du XIIe siècle jusqu'à la fin du XVIe siècle, la vigne est cultivée à Saint-Gilles ainsi qu'il apparaît sur les actes de l'abbaye. En 1625, l'accès principal au domaine abbatial est doté d'un portail monumental en pierre de Caen : le portail du Clos des Coutures. Protégé au titre des monuments historiques, il se dresse toujours au bord de l'ancienne route de Ouistreham, rebaptisée avenue Georges Clemenceau en 1908.

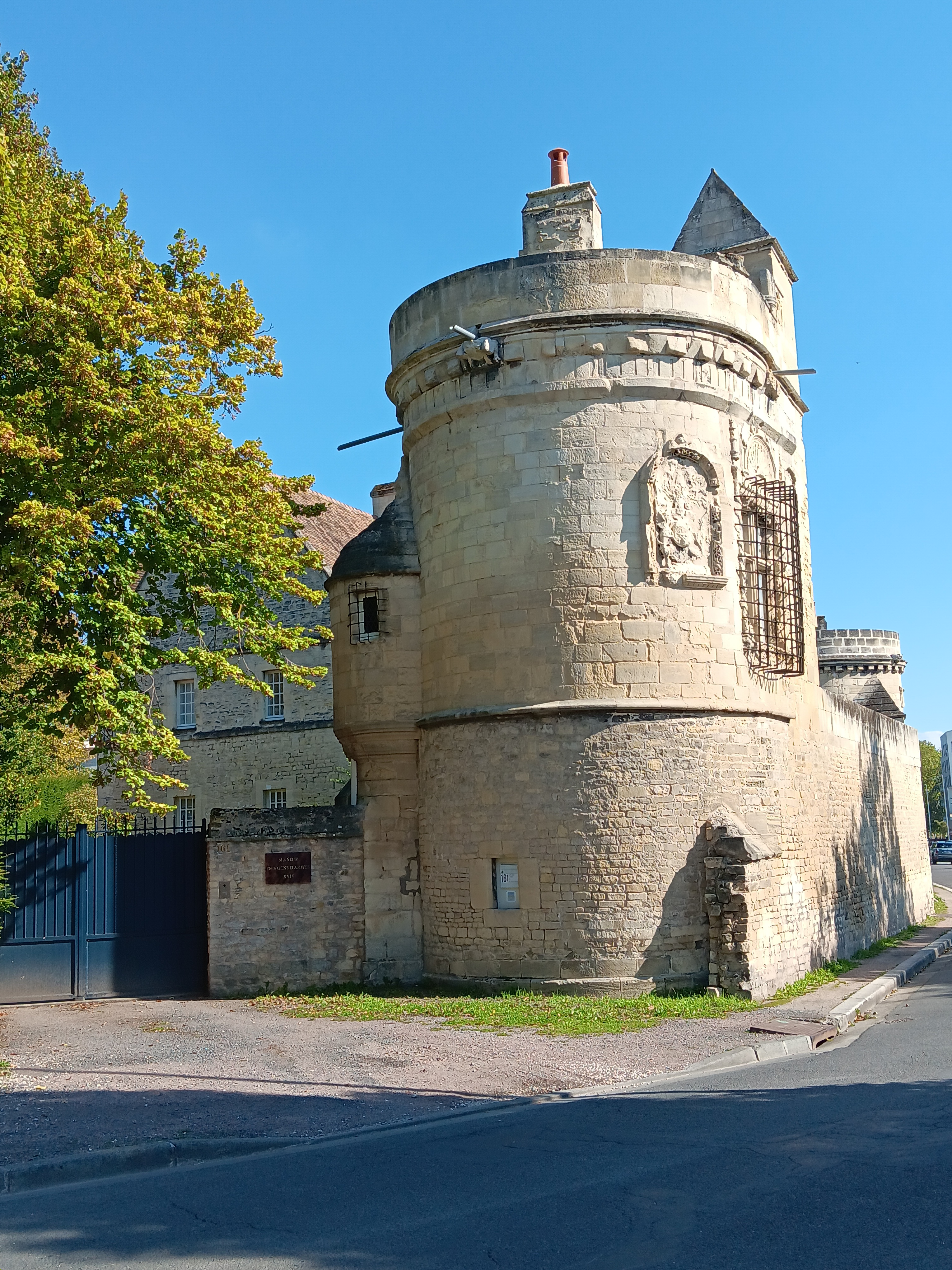
Manoir des Gens d'Armes (octobre 2024).

Le caractère bucolique du faubourg amène l'un des seigneurs locaux, Gérard de Nollent, à édifier vers la fin du XVe siècle ou le début du XVIe siècle, en bordure de la rue Basse (alors chemin de Colombelles), une « maison des champs » pittoresque, à l'allure de petit château médiéval, qui serait due à l'architecte Le Prestre (père ou fils ou les deux), de grande réputation à Caen à cette époque. Cette « fantaisie », surnommée Manoir des Gens d'armes dès 1553 était en fait à l'origine un jardin clos de murs, de forme grosso modo semi-circulaire, dont l'enceinte était pourvue d'un chemin de ronde et dont les tours principales comprenaient à l'étage une pièce voûtée, aménagée de latrines, permettant le séjour, Elle sera dotée d'un logis au XVIIIe siècle.
Au XVIIe siècle, en 1631, lors de la deuxième épidémie de peste qui ravage la Normandie, un prêtre missionnaire, Jean Eudes, touché par la détresse et l'abandon des pestiférés, malades ou mourants, se porte à leur secours. Venu à Caen où le fléau s'est répandu dans les quartiers les plus peuplés, il s'installe la nuit dans un tonneau à cidre dans un herbage de la prairie Saint-Gilles afin d'être au plus près des malades sans risquer de contaminer les bien-portants. Cet herbage prend par la suite le nom de Pré du saint.

### Époque contemporaine
Après le départ des religieuses en mars 1791, les terres et les clos de l'abbaye sont vendus et ils prennent le nom de leur nouveau propriétaire. Certains ont gardé leur toponyme comme le Clos Herbert ou le Clos Beaumois.

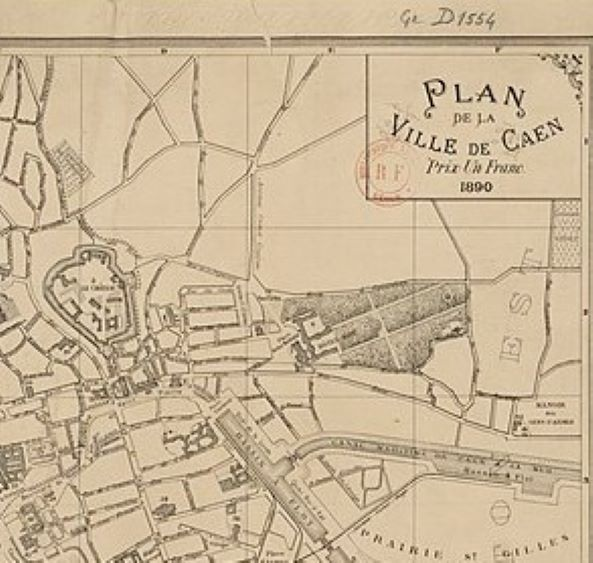
L'ancien bourg de Calix en 1890, après le redressement de l'Orne lors du percement du canal maritime.

Dans le cadastre napoléonien du début du XIXe siècle, le nom de Calix, qualifié de village, figure toujours sur le plan de Caen, Au milieu du XIXe siècle le territoire de l'ancien bourg est concerné par le creusement du canal de Caen à la mer. Au niveau de la chaussée de Calix est construit l'un des quatre ponts tournants du canal. Il porte le nom de pont de Calix. Il est reconstruit lors de l'élargissement du canal au début du XXe siècle et sinistré lors des bombardements alliés de 1944. Il est reconstruit et puis démoli en mars 1994 pour permettre à de plus gros bateaux d'atteindre le bassin de Calix.
Le faubourg de Calix et les rives du canal, avec leurs ombrages, offrent un lieu de promenade prisé des Caennais. Avec le redressement de l'Orne, les méandres de la rivière deviennent des bras morts dont il ne reste, au siècle suivant, qu'un petit étang situé à côté du domaine de La Rochelle

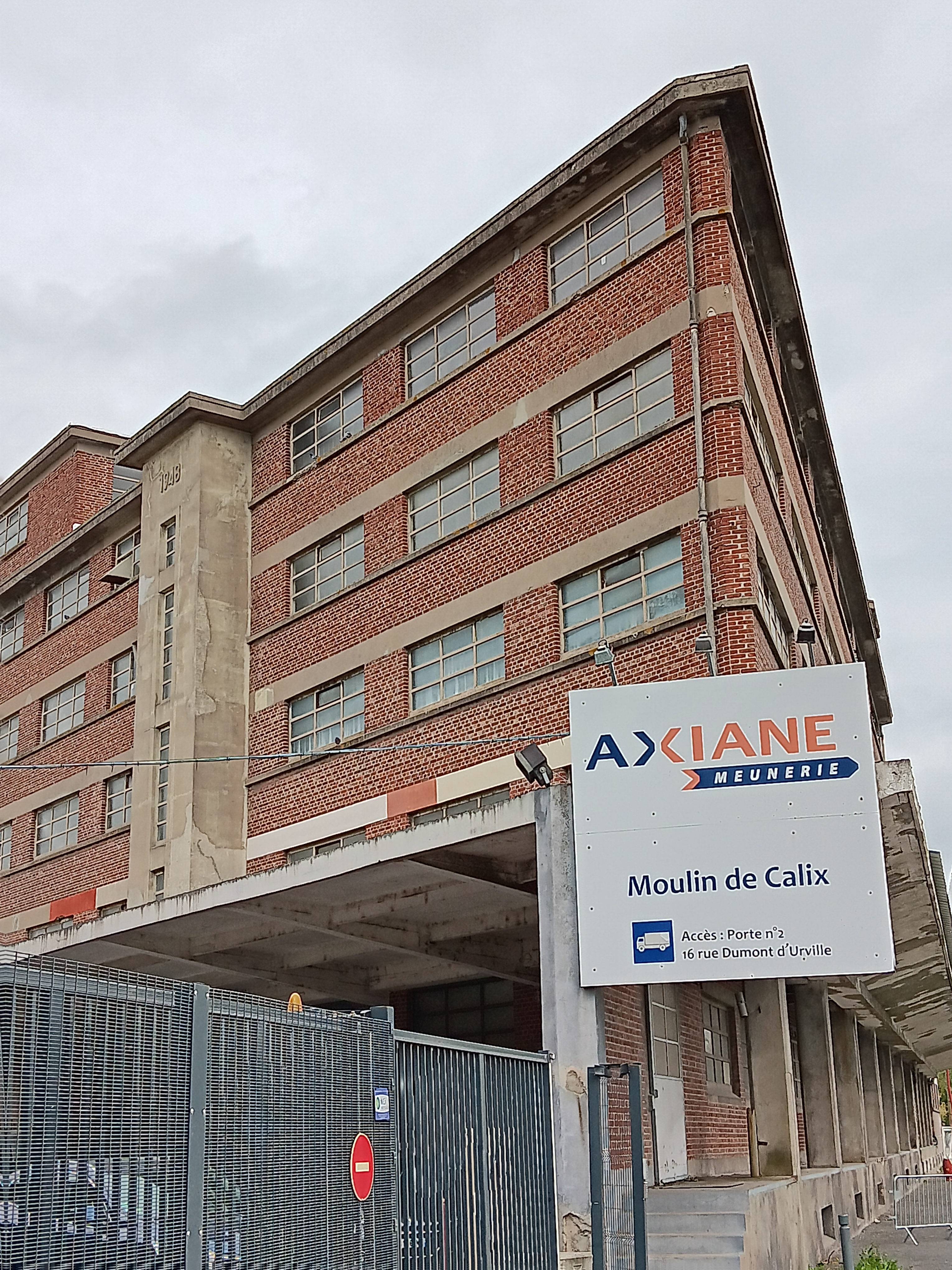
Le moulin de Calix, entrée avenue Victor Hugo (septembre 2024).

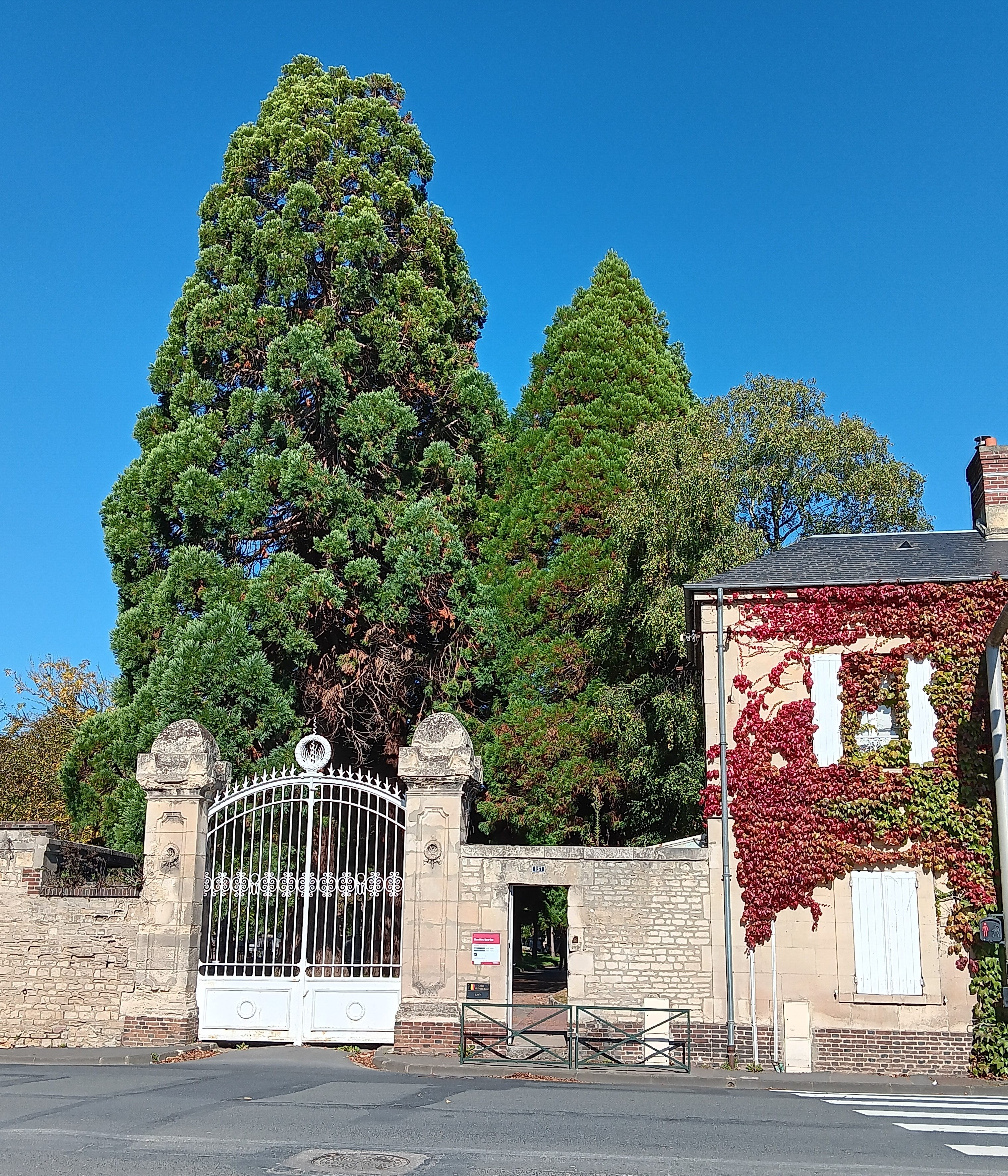
Entrée sud du cimetière Clemenceau (octobre 2024).

Jusqu'aux deux dernières décennies du XIXe siècle, l'ancien faubourg de Calix garde son caractère rural qu'il perd progressivement avec l'extension de la ville vers le nord-est. En 1880, la municipalité de Caen y achète un terrain de 6 hectares pour créer un cimetière paysager appelé « cimetière du Nord-Est » et plus tard, après la construction de l'hôpital, « cimetière Clemenceau ».
Deux ans plus tard est construit sur la presqu'île entre le canal et l'Orne le moulin de Calix, une minoterie à meules entraînée par une machine à vapeur qui, quelques mois après sa mise en route, est ravagée par un incendie. Aussitôt reconstruite sur un système à cylindres dû à Teisset de Chartres, elle devient la minoterie la plus importante du Calvados et fournit la farine de blé à toutes les boulangeries de Caen et de ses environs. Presque entièrement détruit lors des bombardements alliés de 1944, le moulin de Calix voit sa reconstruction achevée en 1948. Avec ses bâtiments en briques sur une ossature béton, ses quais de chargement protégés par des auvents, cette minoterie, toujours en activité, est l'un des bâtiments emblématiques de la ville. Elle représente en 2024 la seule activité de production de la presqu'île dont la capacité a quintuplé depuis sa reconstruction.
À la fin du XIXe siècle, un bâti diversifié s'installe dans les anciens champs de Calix et le nouvel hôpital de la ville y est construit, inauguré en 1908 par le président du Conseil, Georges Clemenceau.

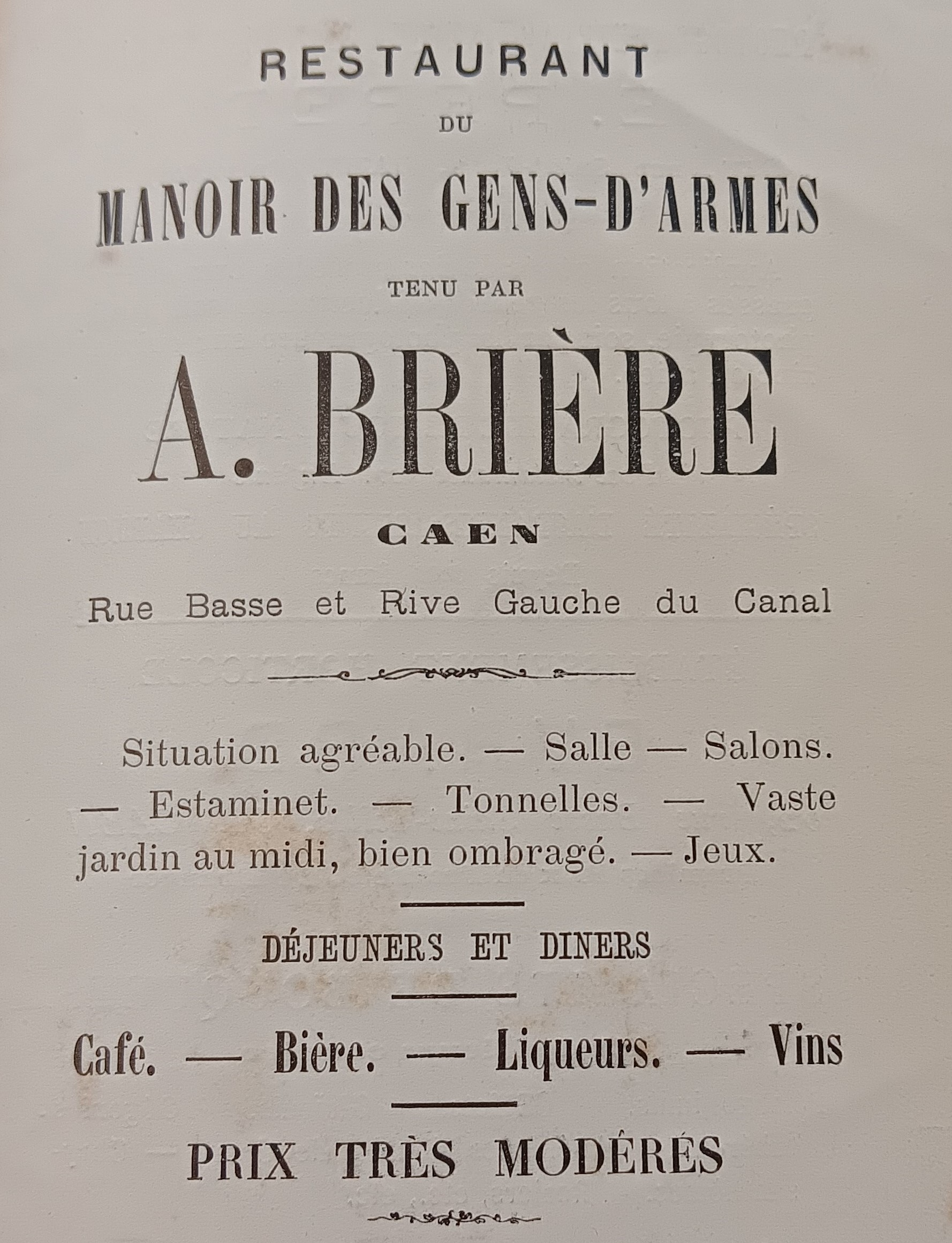
Encart publicitaire du restaurant du Manoir des Gens d'armes (1891).

En 1922 est achevé le creusement d'un Nouveau Bassin sur la rive droite du canal, qui sera consacré au charbon nécessaire au fonctionnement des hauts-fourneaux de Colombelles et Mondeville. C'est à cette époque que Calix est « rattaché à Caen ». Au cours des années 1920-1930, Calix change d'identité avec la construction d'une cité-jardin sur les terres de « Derrière Calix » et l'arrivée d'une nouvelle population, ouvrière, qui travaille dans la zone industrielle du Nouveau Bassin. Une nouvelle paroisse est créée et une nouvelle église est bâtie, dédiée à saint Jean Eudes. Le quartier est doté d'une école, de bains-douches et d'un patronage pour les enfants, aménagé dans l'ancien domaine agricole de La Rochelle qui a perdu sa fonction première. Par la suite, des cités HBM sont construites pour loger la population croissante du quartier. Au bord du canal s'installe un petit chantier naval, spécialisé dans la construction des doris et des picoteux. L'ancien bourg de Calix est réputé pour ses lieux de plaisir : guinguettes, dancings, restaurants dont l'un s'installe en face du manoir des Gens d'Armes.
Jusqu'aux début des années 1920, Calix est traversé par trois artères : la rue Basse, la rue Montmoreny et la rue Tortue. Avec la construction des cités-jardins de nouvelles voies sont tracées comme la rue de la Prévoyance, la rue du Calvados, la rue de l'Épargne ou encore la rue du Puits Picard. 
À la fin de la Seconde Guerre mondiale , les anciennes carrières souterraines de Calix servent de refuge aux populations locales au cours des combats pour la libération de Caen du 6 juin à la fin juillet 1944. Au départ des Allemands, 600 à 700 habitants du quartier de Saint-Jean-Eudes se réfugient dans les carrières situées sous l'hôpital Clemenceau et y séjournent avec les religieuses de la maternité, trouvant de quoi survivre dans les magasins abandonnés de l'avenue Georges Clemenceau, les jardins et vergers de Calix et le parc de l'abbaye aux Dames. Le quartier Saint-Jean-Eudes est relativement épargné par les bombardements alliés - mis à part l'ancienne maison des enfants de la rue de la Rochelle, occupée à partir de mars 1941 par les Allemands et bombardée par les Alliés - mais ils ont cependant un impact indirect sur son organisation : une cité d'urgence est bâtie sur l'emplacement du verger de la ferme-manoir des Gens d'armes pour reloger une cinquantaine de familles caennaises à la rue. Ces baraquements en bois seront remplacés par des immeubles collectifs dans les années 1970.
À partir de 1959, les anciennes prairies de l'abbesse servent au creusement du bassin de Calix (ouvert fin 1961), aménagement portuaire du canal de Caen à la mer.
Jusque dans les années 1960, Calix, bien qu'urbanisée, conserve de nombreux jardins maraîchers où sont cultivés primeurs sous châssis, tomates, fraises, salades, poireaux et radis, vendus aux habitants du quartier ou au marché de gros de Caen.

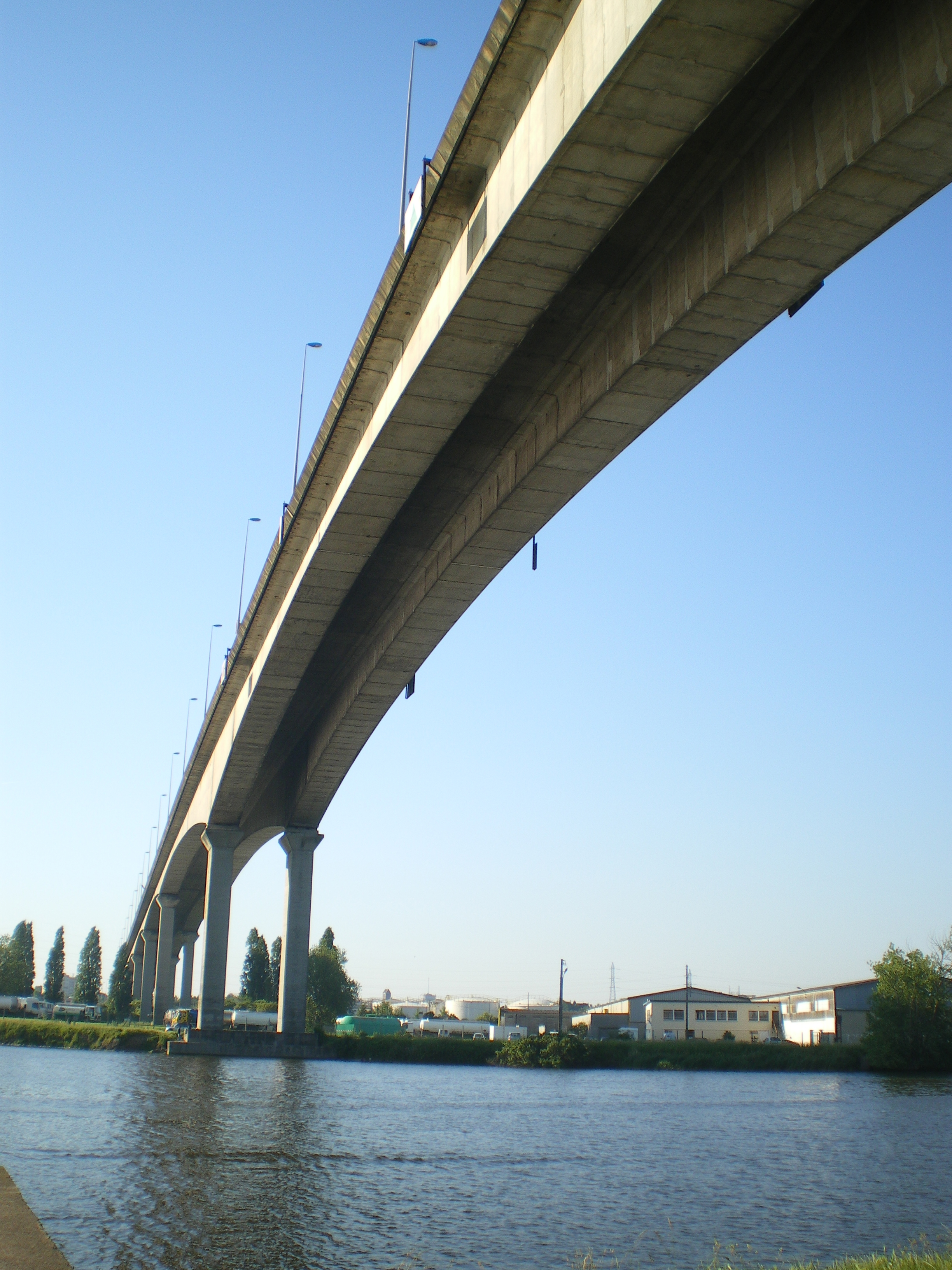
Le viaduc de Calix

Au début des années 1970, afin de prolonger l'autoroute A13, un viaduc est construit au dessus de l'Orne et du canal et qui prend le nom de viaduc de Calix. À la même période, une ZUP de 1 625 logements est aménagée sur un terrain de 40 hectares, La Pierre-Heuzé.
Le 6 juin 1986, le quai de Calix voit l'arrivée du Duc de Normandie, premier ferry à assurer la toute nouvelle traversée transmanche : y débarquent les autorités anglaises chargées de faire parapher à l'hôtel de ville de Caen la charte de jumelage signée la veille à Portsmouth. L'hebdomadaire Le Marin titre : « Caen saute la Manche ».

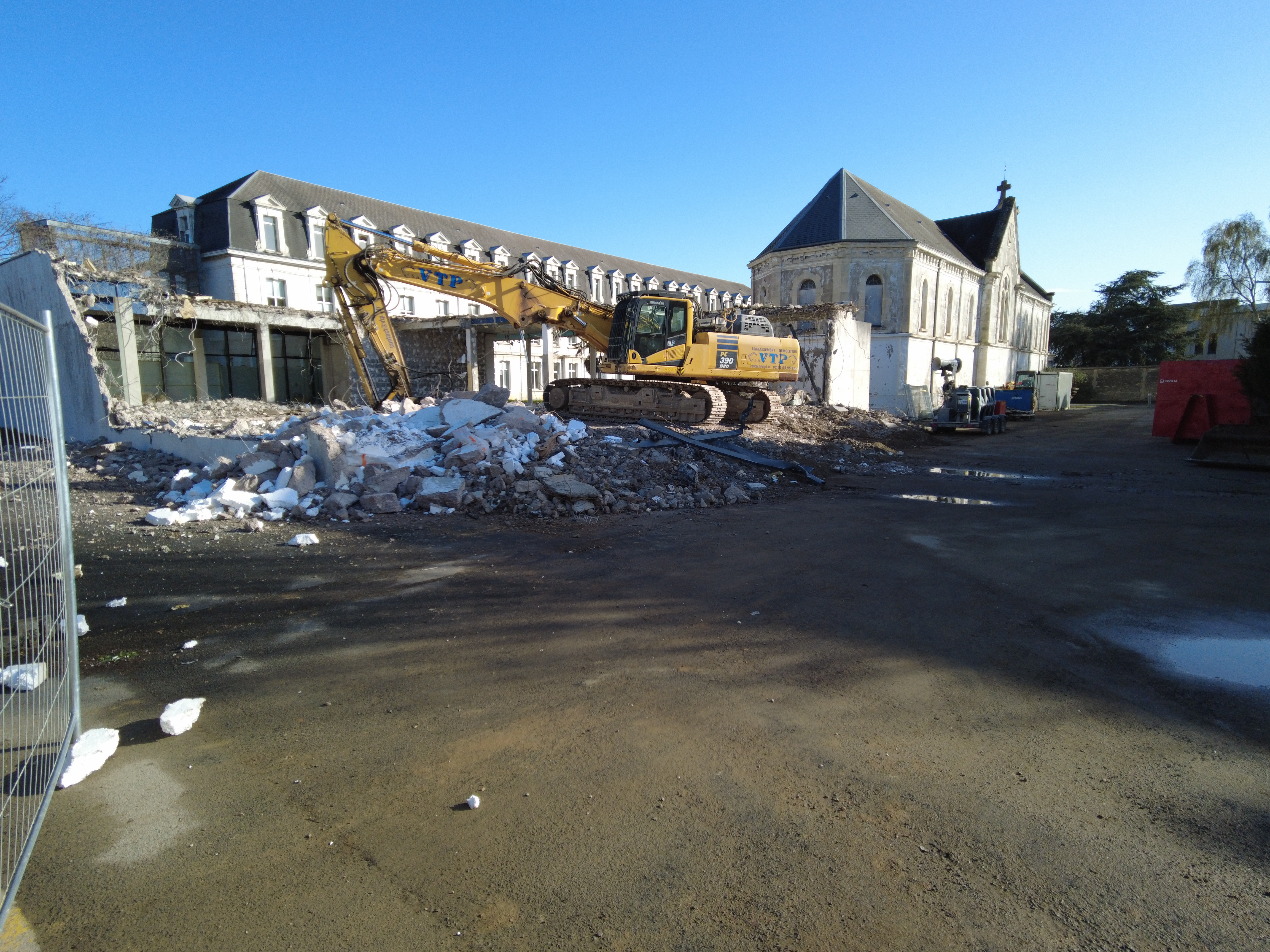
La démolition de l'ancien hôpital Clemenceau de Caen en mars 2024

Depuis 2020, l'hôpital Clemenceau, l'un des principaux sites du centre hospitalier régional universitaire de Caen, est progressivement désaffecté. Le foncier permettra le développement d'un nouveau quartier d'habitat : les Coteaux de l'abbaye. A l'issue de l'appel à projet lancé en 2019 par le CHU et la Ville de Caen, c'est le projet « Les Grands Jardins de Calix » qui a été retenu : le projet « renoue avec la tradition des jardins habités de Calix, composant de grands îlots dans lesquels les bâtiments s’organisent autour de vastes jardins ».
Dans le cadre du projet urbain de la Presqu'île qui s'étend sur 300 ha sur les communes de Caen, Mondeville et Hérouville-Saint-Clair, la création de nouveaux quartiers d'habitat est envisagée dont l'un, situé sur une friche dont le foncier appartient à Mondeville, prendrait le nom de « Cœur Calix ».

## Monuments historiques
| Monument                | Adresse | Coordonnées                        | Notice         | Protection | Date | Illustration            |
| ----------------------- | ------- | ---------------------------------- | -------------- | ---------- | ---- | ----------------------- |
| Manoir des Gens d'armes |         | 49° 11′ 07″ nord, 0° 20′ 33″ ouest | « PA00111169 » | Classé     | 1862 | Manoir des Gens d'armes |
| Manoir du Vaubenard     |         | 49° 11′ 16″ nord, 0° 20′ 43″ ouest | « PA00111189 » | Classé     | 1973 | Manoir du Vaubenard     |

## Architecture
Le quartier présente une grande variété dans son bâti, qui témoigne de son histoire. Outre ses édifices les plus anciens et les plus prestigieux, protégés au titre des monuments historiques, Calix garde de nombreux témoins de la maison rurale caractéristique de la Plaine de Caen : bâti en pierre calcaire, pignons saillants, toits en tuiles à double pente. Les maisons des cités-jardins des années 1920 et 1930 présentent des façades de style régionaliste aux modénatures diversifiées pour éviter l'effet « coron ». Les immeubles abritant les logements sociaux construits dans les années 1960-1970 sont « de facture très fonctionnelle ».

## Transports
De juillet 1893 à juin 1944, Calix possède une halte, située à proximité du pont de Calix, sur la ligne de Caen à Dives et à Luc-sur-Mer avec un garage permettant le croisement des trains. Cette halte est dotée d'un abri dans les années 1920 car le nombre de voyageurs avait augmenté à la suite de la construction d'une cité ouvrière de 42 logements au lieu-dit la Garenne à Hérouville. Un grave accident de train s'y déroule le 3 juillet 1930 faisant trois morts et une trentaine de blessés.
L'ancien bourg de Calix est actuellement desservi par deux lignes d'autobus : la ligne 8 Hérouville Sphère - Caen Poincaré avec un arrêt Rue Basse et la ligne 20 Rots Bonny - Calvaire Saint-Pierre avec cinq arrêts : CHR, Cimetière Nord-Est, Clemenceau, Saint-Jean-Eudes et Pont de Calix.